# Ashley Buckberger
Ashley Buckberger (né le 19 février 1975 à Esterhazy, dans la province de la Saskatchewan au Canada) est un joueur professionnel canadien de hockey sur glace.

## Carrière de joueur
Après cinq saisons passées avec les Broncos de Swift Current de la Ligue de hockey de l'Ouest, il passe aux Blazers de Kamloops. Malgré avoir été choisi en 2e ronde par les Nordiques de Québec lors du repêchage de 1993, il ne se joignit pas à cette organisation. Il remporta à sa dernière saison junior, la Coupe Memorial avec les Blazers de Kamloops. Il débuta ensuite sa carrière professionnelle avec les Monarchs de la Caroline dans la Ligue américaine de hockey.
Il ne réussit jamais à se tailler un poste dans la Ligue nationale de hockey, jouant jusqu'en 2001 dans les ligues mineures telles que la LAH, la LIH et la WCHL.

## Statistiques de carrière
| Saison    | Équipe                   | Ligue          |    | Saison régulière | Saison régulière | Saison régulière | Saison régulière | Saison régulière |   | Séries éliminatoires | Séries éliminatoires | Séries éliminatoires | Séries éliminatoires | Séries éliminatoires |
| Saison    | Équipe                   | Ligue          | PJ | B                | A                | Pts              | Pun              | PJ               | B | A                    | Pts                  | Pun                  |                      |                      |
| 1990-1991 | Broncos de Swift Current | LHOu           | 10 | 2                | 3                | 5                | 0                | 3                | 0 | 0                    | 0                    | 0                    |                      |                      |
| 1991-1992 | Broncos de Swift Current | LHOu           | 67 | 23               | 22               | 45               | 38               | 8                | 2 | 1                    | 3                    | 2                    |                      |                      |
| 1992-1993 | Broncos de Swift Current | LHOu           | 72 | 23               | 44               | 67               | 41               | 17               | 6 | 7                    | 13                   | 6                    |                      |                      |
| 1993-1994 | Broncos de Swift Current | LHOu           | 67 | 42               | 45               | 87               | 42               | 7                | 0 | 1                    | 1                    | 6                    |                      |                      |
| 1994-1995 | Broncos de Swift Current | LHOu           | 53 | 23               | 37               | 60               | 51               | -                | - | -                    | -                    | -                    |                      |                      |
| 1994-1995 | Blazers de Kamloops      | LHOu           | 21 | 9                | 13               | 22               | 13               | 19               | 7 | 11                   | 18                   | 22                   |                      |                      |
| 1995      | Blazers de Kamloops      | Coupe Memorial | -  | -                | -                | -                | -                | -                | - | -                    | -                    | -                    |                      |                      |
| 1995-1996 | Monarchs de la Caroline  | LAH            | 67 | 8                | 9                | 17               | 25               | -                | - | -                    | -                    | -                    |                      |                      |
| 1996-1997 | Monarchs de la Caroline  | LAH            | 69 | 8                | 10               | 18               | 24               | -                | - | -                    | -                    | -                    |                      |                      |
| 1997-1998 | Beast de New Haven       | LAH            | 66 | 6                | 11               | 17               | 9                | 2                | 0 | 0                    | 0                    | 0                    |                      |                      |
| 1998-1999 | équipe Canada            | Intl.          | 35 | 6                | 5                | 11               | 18               | -                | - | -                    | -                    | -                    |                      |                      |
| 1998-1999 | Griffins de Grand Rapids | LIH            | 11 | 1                | 2                | 3                | 0                | -                | - | -                    | -                    | -                    |                      |                      |
| 1998-1999 | Thunder de Las Vegas     | LIH            | 24 | 3                | 5                | 8                | 6                | -                | - | -                    | -                    | -                    |                      |                      |
| 1999-2000 | Sabercats de Tacoma      | WCHL           | 70 | 20               | 40               | 60               | 38               | 10               | 2 | 2                    | 4                    | 6                    |                      |                      |
| 2000-2001 | Sabercats de Tacoma      | WCHL           | 60 | 9                | 22               | 31               | 24               | 5                | 0 | 1                    | 1                    | 0                    |                      |                      |